# Palmas (Flamenco)

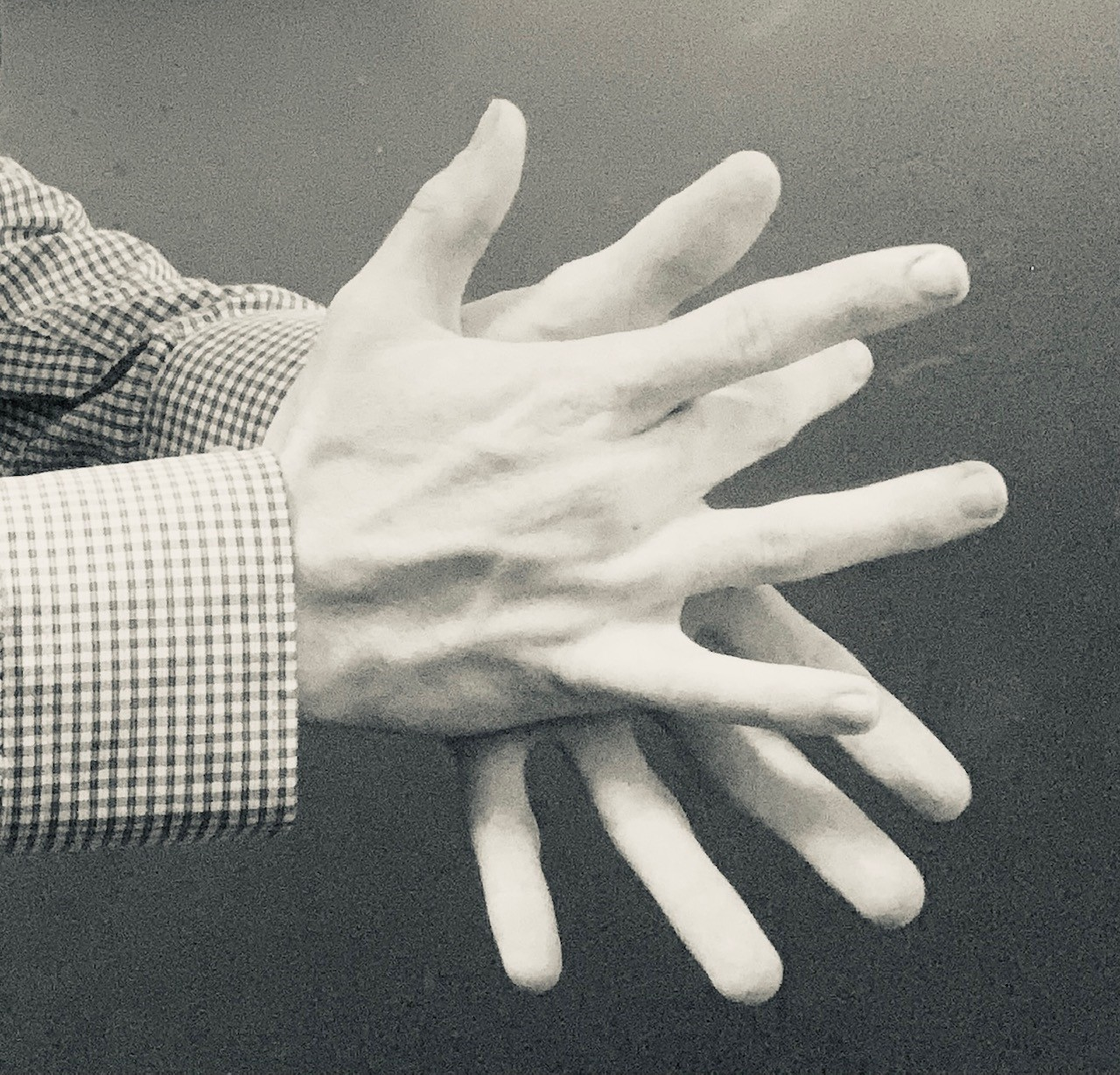
Palmas sordas

Palmas (von spanisch palma „Handfläche“) bezeichnet im Jargon des Flamenco das rhythmische Klatschen zur Begleitung von Gesang und Tanz. Die Mitglieder eines Flamenco-Ensembles, die sich auf die oftmals virtuose rhythmische Begleitung durch palmas spezialisiert haben, werden als palmeros/as bezeichnet.
Eine mit der Komplexität der Palmas im Flamenco durchaus vergleichbare Praxis findet sich im als Paschen bezeichneten Klatschen zu Liedern und Tänzen in einigen Regionen des deutschsprachigen Alpenraums.

## Ausführung
Man unterscheidet zwischen dem lauter und heller klingenden Ton der palmas fuertes (auch palmas claras oder palmas agudas genannt), die man mit drei ausgestreckten Fingern der einen Hand in den gespannten Handteller der anderen Hand erzeugt, und dem leiser und dumpfer klingenden Ton der palmas sordas (auch palmas graves genannt), die man durch das Aufeinanderschlagen der beiden zueinander um etwa 90 Grad gedrehten, leicht gewölbten Handflächen produziert, und die für die Begleitung leiser Stellen dienen, insbesondere aber für Passagen, in denen der Gesang dominiert.